# Цепелово
Цепелово (на гръцки: Τσεπέλοβο, катаревуса Τσεπέλοβον, Цепеловон) е село в Северозападна Гърция, дем Загори, област Епир. Според преброяването от 2001 година населението му е 488 души.

## Личности
Родени в Цепелово
- Кирил Сисанийски (? – 1792), гръцки духовник
- Николаос Кусидис (1862 – 1914), кмет на Гревена